# Gonostygia
Gonostygia là một chi bướm đêm thuộc họ Noctuidae.